# Carme Ballester i Llasat
Carme Ballester i Llasat (Barcelona, 27 d'abril de 1900 - París, 7 de març de 1972) fou una activista pels drets de les dones, republicana, d'esquerres i la segona esposa del president Lluís Companys.

## Biografia

### Els inicis d'una vida d'activisme i política
Carme Ballester i Llasat va néixer a Barcelona, el 27 d'abril de 1900. Es va quedar òrfena de pare i de mare quan era molt jove i la seva tia se’n va fer càrrec. Després va ser acollida per la família Broggi, que la fan encarregada d'una de les botigues familiars i li obren les portes al seu entorn. Així coneix el seu primer marit, Joan Duran, que milita a Estat Català-Partit Proletari i a través d'ell, s'interessa i s'endinsa en política i entrar a militar al mateix partit. Al Casal d'Esquerra de la Gran Via de les Corts Catalanes, ella esdevé la vocal i màxima responsable de la secció femenina.
Després de divorciar-se de Joan Duran, va mantenir una història amorosa amb Miquel Badia, fundador de les Joventuts d'Esquerra Republicana-Estat Català (JEREC) que seria assassinat per pistolers de la FAI l'abril del 1936.

### D'activista d'esquerres a «primera dama» de Catalunya
La relació entre Ballester i Companys surt a la llum pública durant els fets del Sis d'Octubre del 1934 quan ella es nega a abandonar el Palau de la Generalitat per quedar-se al costat del president Companys. Després d'aquests fets, Companys és detingut i enviat al penal del Puerto de Santa María (Cadis), i Carme Ballester viatjarà amb les dones dels altres presoners per visitar-lo.
Un any després, i amb la victòria del Front Popular (febrer del 1936), Lluis Companys és alliberat i torna a ocupar de nou la presidència de la Generalitat. En aquest moment, començarà a ser freqüent veure a Ballester acompanyant al president Companys en diferents actes i esdeveniments públics: en el lliurament de la bandera de la Columna Macià al tinent coronel Bosch, en el partit de futbol de les seleccions de Catalunya i el País Valencià o en els concerts de Pau Casals al Liceu.
El 5 d'octubre del 1936, tres mesos després de l'esclat de la guerra civil, contrau matrimoni amb Lluís Companys. El jutge Server Gibert Piera va oficiar la cerimònia amb el conseller de Cultura, Ventura Gassol, i Manuel Companys, germà del president, com a testimonis.
El 3 de juny del 1937 fa el seu primer acte públic com a «primera dama» en un homenatge a les víctimes del bombardeig de Gernika. En aquests temps d'incertesa, va ser presidenta honorària de La Dona a la Rereguarda i va col·laborar amb el Comissariat de Propaganda que dirigia Jaume Miravitlles, participant en aquelles activitats dirigides a minvar el sofriment dels infants.

### Exili i afusellament de Companys
El 3 d'abril del 1938, amb l'ocupació de Lleida i l'abolició de l'Estatut d'Autonomia, sembla imminent la caiguda de Barcelona. Aleshores, el 6 d'abril del 1938, decideix emprendre el camí de l'exili juntament amb Maria Companys, filla del president; Antònia Macià, esposa de Josep Tarradellas, i altres familiars d'alts càrrecs de la Generalitat.
Durant la Guerra Civil espanyola, s'estableix a París per estar a prop del fill de Companys (Lluís Companys i Micó, familiarment Lluïset), ingressat a una clínica psiquiàtrica, des que se li havia diagnosticat una esquizofrènia greu.
Amb la caiguda de Barcelona, el 24 de gener de 1939, Lluís Companys parteix cap a l'exili i el 9 de febrer del 1939 tots dos es retroben a la capital francesa. Decideixen quedar-se a França i Companys i Ballester s'estableixen a una petita casa a Ar Baol-Skoubleg (a la Bretanya), el lloguer de la qual va assumir Joan Casanella d'ERC. Amb el matrimoni també hi viu un nebot de la Carme, Francesc Ballester, que serà detingut juntament amb Companys, el 13 d'agost del 1940.
L'endemà de la detenció de Companys, Carme Ballester agafa la bicicleta fins a la Kommandatur alemanya, on li diuen que no saben res del seu marit, però abans de marxar, un francès, de forma discreta, li diu que vagi a Ville Caroline. Quan hi arriba, els soldats li barren el pas, però els explica que té una trobada amb un oficial i la deixen entrar. D'aquesta manera aconsegueix veure Companys per uns segons, instants abans que se l'emportin. Quan intenta corre cap a ell per apropar-s'hi, un oficial l'atura i ella cridant, copsa l'atenció de Companys que amb un gest amb la mà li diu que fugi d'allà. Ella ja no el va veure mai més. Va remoure cel i terra perquè algú intercedís pel seu marit; va escriure al mariscal Pétain, a l'arquebisbe de París i a l'ambaixador espanyol. No va servir de res. El 14 d'octubre de 1940 Lluis Companys va ser condemnat a mort. Carme Ballester es va assabentar que el seu marit havia estat afusellat per ràdio el 16 d'octubre de 1940. En sentir la noticia va perdre el coneixement.

### Resistència a França
Després de l'afusellament del seu marit, la seva prioritat va ser trobar en Lluïset, que havia desaparegut el maig de 1940 durant la invasió nazi. Degut a l'ocupació alemanya, l'equip mèdic del centre on estava ingressat decideix evacuar els interns i enmig del caos d'un bombardeig, en Lluïset es perd. Aquest fet va provocar que el seu pare renunciés a marxar de França i va precipitar la seva detenció i execució. La perseverança de Ballester en trobar en Lluïset va donar els seus fruits, i després d'inserir anuncis en diferents diaris va saber que el jove estava ingressat a un psiquiàtric de Llemotges. Després dels bombardejos, el jove va vagar per carrers i carreteres fins que les autoritats franceses el varen integrar a una companyia de treball per obrir trinxeres. Com que el jove no s'hi adaptava, va ser apallissat, fins que un metge s'adonà del seu trastorn i el traslladaren al psiquiàtric, on finalment va ser trobat per Carme Ballester. Ella es va fer càrrec de Lluís Companys i Micó fins que es va morir el 1956 amb quaranta-cinc anys.
A mitjan 1942 Ballester decideix marxar de Ar Baol-Skoubleg i traslladar-se a París. D'aquesta forma està més a prop d'en Lluïset. Durant aquesta època comença a establir contactes amb membres destacats de la Resistència francesa, com ara el coronel Lizet o el general Delestraint, que van participar de forma activa i decisiva en l'alliberament de París. Jugant-se la vida, va amagar, alimentar i fins i tot, ajudar a fugir a perseguits per la Gestapo, la majoria, jueus. Sospitava que la policia secreta alemanya la seguia, per això va haver de ser extremadament prudent en tots els seus moviments.

### Fi de la II Guerra Mundial i reconeixements
Després de la Segona Guerra Mundial, va rebre el reconeixement per part De Gaulle com a membre de la Resistència francesa. Li van atorgar dues medalles de coure amb la inscripció: «Liberation de Paris. Le colonel Lizé a ses compangnons d'armes. 19-28 d'aout 1944. Mme Companys».
La desfilada de la victòria va ser un dia especialment emocionant per a Carme Companys, que era com se la coneixia aleshores. Situada a la tribuna oficial va rebre una gran quantitat de flors de la mà de republicans que, desfilant al costat de De Gaulle, portaven una gran senyera. Des de París, Carme Ballester va col·laborar incansablement amb el Comitè d'Ajuda als Republicans Espanyols.
També va perseverar a restablir l'honor i mantenir el record del seu marit; per això després de l'alliberament de París va organitzar una missa a la parròquia de Saint Honoré, el 14 d'octubre del 1944.

### Les penúries de l'exili
A l'exili, Carme Ballester rep, del govern de la Generalitat, una pensió de 10.000 francs mensuals, però aquests diners són insuficients per pagar l'hospital psiquiàtric d'en Lluïset i fer front a una greu operació del noi, l'amputació d'una cama. El govern basc a l'exili també li atorga una pensió de 10.000 francs al mes, però tot plegat no arriba per cobrir les despeses. Els recursos amb els que compta són tan minsos que es veu obligada a vendre’s la roba, a netejar les cases de les famílies més acomodades del barri i a treballar en un taller de costura.
Durant la dècada de 1960 els recursos de la Generalitat són encara més escassos i la salut de Ballester comença a debilitar-se. Sense recursos i endeutada, ha de recórrer a l'ajut dels amics, que inicien una recollida de fons entre els exiliats catalans a França i Amèrica. Fins i tot, l'any 1968, va rebre diners del general De Gaulle, president de la República de França.

### Mort i retorn de les despulles a Catalunya
Carme Ballester només va poder gaudir de la pensió de viduïtat com a víctima del nazisme durant un any i mig. Josep Maria Batista i Roca i Manuel Viusà i Camps, membres del Consell Nacional Català (CNC), la varen convèncer per sol·licitar aquest ajut, al qual tenia dret.
El 7 de març de 1972, amb setanta-un anys, Carme Ballester moria a l'hospital Ambroise Paré de Boulogne. Havia deixat el funeral pagat i les esqueles per publicar a Le Figaro i Le Monde redactades. Va ser enterrada al cementiri de Saint-Mandé, a París, al costat de Lluïset. Tant la seva mort com el seu funeral passaren pràcticament desapercebuts.
El 24 de febrer de 1998 les seves despulles van ser traslladades a Barcelona i enterrades al Cementiri de Montjuïc el 3 de març, amb l'assistència de l'aleshores president Jordi Pujol, el president del Parlament de Catalunya, Joan Reventós, i l'alcalde de Barcelona, Joan Clos.